# Nekódující DNA
Nekódující DNA je DNA, která není přepisována v proteiny. Velmi často tvoří podstatný díl genomu eukaryot, např. u člověka až 97 %, ale například u bublinatky opomíjené tvoří jen necelá tři procenta. Kódující geny převažují u prokaryot. I když nekódující DNA nekóduje proteiny, řadí se do ní i geny pro nekódující RNA, které mají funkci v dekódování genetické informace a řadu regulačních funkcí. Některé úseky nekódující DNA se nepřekládají, ale mají regulační funkci, pro většinu oblastí nekódující DNA však funkce není známá, v takovém případě se často označuje jako junk DNA, z angličtiny „odpadní DNA“. Termín Junk DNA poprvé použil v roce 1972 Susumo Ohno. Nicméně platí, že sice často není funkce nekódující DNA známa, ale její odstranění z genomu má obvykle závažné negativní následky.
Speciálními případy jsou nekódující DNA přímo uvnitř genů, nazývaná intron, bývalé geny, které však už jsou poškozené a nepřepisují se v RNA, které se označují jako pseudogeny, a repetitivní DNA.
I když všechny organismy obsahují nekódující DNA, bakterie mají většinou kolem 2 % DNA nekódujícího geny, jejich DNA prakticky neobsahuje intergenovou nekódující DNA (introny) a jednotlivé geny jsou často přepisovány najednou ze shluku genů tzv. operonu.

## Typy nekódující DNA
- DNA kódující nekódující RNA, která nenese informaci pro syntézu proteinů. Do nekódující RNA se řadí tRNA a rRNA, které jsou buňkami využívány k překladu genetického kódu do proteinů. Další typy nekódující DNA obsahují informaci pro tvorbu RNA, která nekóduje proteiny, ale má regulační funkci (siRNA a miRNA v RNA interferenci). Předpokládá se, že v savčích buňkách je miRNA zodpovědná za regulaci až 30 % všech genů.[7]
- Regulační elementy v DNA, které mohou být v bezprostředním okolí genu (takzvané cis-elementy) a sloužit jako promotory, které bezprostředně regulují přepis genu. Geny mohou být regulovány takzvanými enhancery až ze vzdálenosti tisíců párů bází (trans-elementy), kam se vážou transkripční faktory, proteiny, které dále řídí přepis genu.
- Introny, které se vyskytují uvnitř genu, ale nenesou informaci pro syntézu proteinů a jsou při zrání mRNA odstraněny při splicingu. Řada intronů obsahuje mobilní genetické elementy, které dále zvyšují zastoupení nekódující DNA v genomu.
- Nepřekládaná oblast je oblast DNA přepisovaná do 5' a 3' konce RNA, která může mít regulační funkci, ale nejsou překládány do proteinů.
- Pseudogeny jsou nefunkční geny, které svou funkci buď během evoluce ztratily (typicky po své duplikaci), nebo byly vneseny do genomu procesem reverzní transkripce jako vedlejší projev vložení retroviru do genomu. V případě vnesení retrovirem pseudogen typicky postrádá potřebné regulační oblasti a nemůže být přepisován.
- Repetitivní DNA (příkladem jsou mikrosatelity tvořící centromery), transpozony a virové elementy.
- Telomery chránící konce chromozomů před degradací, protože DNA polymeráza replikující genom není schopna syntetizovat konce DNA a musí být vytvářeny jiným mechanismem.

## Funkce

### Známé funkce
- Ochrana genomu před mutacemi, protože nekódující DNA snižuje dopad insercí a delecí, které patří k mutacím s největším dopadem na syntézu proteinů, protože mohou vyvolávat posun čtecí fáze. Vložení úseků nekódující DNA snižují oblast genu zasaženou tímto typem mutace.
- Fyzická ochrana genomu a role při buněčném dělení. Telomery na okrajích lineárních chromosomů vytváří ochranu před zkrácením kódující části chromozomu při replikaci DNA. Repetitivní sekvence v oblasti centromer zase slouží jako místo pro přichycení kinetochor oddělujících jednotlivé chromosomy při dělení buněk.
- Oblasti pro vazbu proteinů regulujících osudy DNA. Jak už bylo zmíněno, oblasti nekódující proteiny mohou být místa specifická pro vazbu proteinů, například transkripčních faktorů, které regulují například transkripci nebo replikaci DNA.

### „Odpadní“ DNA
Podle některých zdrojů tvoří odpadní DNA až 90 % genomu. Mívá různou strukturu. Asi 17 % lidské DNA tvoří sekvence označované jako L1 elementy (LINE 1 – z anglického long interspersed nuclear elements – dlouhé rozptýlené jaderné elementy). V některých případech bylo zjištěno, že tyto elementy ovlivňují transkripci kódující DNA – přepisují se tedy do proteinů. Tyto proteiny byly objeveny v nádorových buňkách rakoviny prsu a rakoviny tlustého střeva. L1 elementy se v sekvenci genů nacházejí blízko tzv. tumor-supresorových genů, které brání vzniku nádorových buněk.
Podle odpůrců geneticky modifikovaných organismů tato obecně neznámá funkce odpadní DNA znemožňuje předpovídat vliv nově vnesených genů při genetických modifikacích.